# 北京市市长列表
以下列出北京建市以来历任市长。

## 沿革
北京在清朝称顺天府，辖境除今北京市外，还包括今河北省部分地区，其首长称顺天府尹。1912年中华民国建立，顺天府仍维持旧称，顺天府衙署改顺天府尹公署，民国建立后共有4任顺天府尹。1914年10月4日，中華民國大總統袁世凱頒布《京兆尹官制》（法律十三号）及《京兆地方区域表》（教令第一百三十三号），改顺天府为京兆，改顺天府尹为京兆尹，改顺天府尹公署为京兆尹公署，京兆尹即京兆的首长，民国时期共有11任京兆尹。
1928年国民革命军北伐成功后，1928年6月21日南京国民政府决定“北京”更名为“北平”，设北平特别市。1930年6月，该市降格为河北省省辖市，1930年11月复升为院辖市。该市在1928年10月至1930年10月为河北省省会。1931年4月改北平特别市为北平市，市政府名称随之改为北平市政府。
日军占领北平后，1937年7月30日成立北平市地方维持会，江朝宗任会长；8月6日北平市地方维持会推举江朝宗任北平市长；8月8日日军接管北平防务，8月9日，江朝宗正式就任北平市地方维持会会长；8月19日，江朝宗出任北平市地方维持会市长。1937年10月12日，北平市地方维持会改“北平”为“北京”，该会更名为北京地方维持会。1937年12月14日，中华民国临时政府成立于北京，以北京为首都，王克敏宣布江朝宗为北京市长。北京地方维持会于12月17日宣布结束, 1938年1月20日其所有事务被中华民国临时政府全部接收。1938年1月，北京特别市政府正式成立。1938年1月1日，江朝宗正式就任北京市长；1938年1月10日，余晋龢为新任北京市长。1938年1月13日，北京特别市政府改称北京特别市公署，直至1945年日本投降。1940年3月，汪精卫为首的国民政府在南京成立，中华民国临时政府改为华北政务委员会，北京失去首都地位。
1945年9月日本投降，南京国民政府接管了北京市，并宣布恢复该市原名称“北平市”，仍为院辖市。1945年10月，北平市政府重新成立，仍直辖于行政院，直至1949年1月31日北平和平解放。
1949年1月1日，在中国人民解放军平津前线司令部指挥之下的中国人民解放军北平市军事管制委员会发布布告宣告成立，叶剑英任主任。同日，华北人民政府下属的北平市人民政府宣告成立，叶剑英任市长。1949年9月27日，中国人民政治协商会议第一届全体会议决定将北平更名为北京，北平市人民政府遂更名为北京市人民政府。1949年11月20日至22日召开的北京市第二届第一次各界人民代表会议选举市长、副市长，市人民政府委员，组成北京市人民政府委员会。12月2日，中央人民政府委员会第四次会议通过了任命北京市人民政府委员会名单。12月9日，北京市市长、副市长与北京市人民政府委员宣布就职，北京市人民政府正式成立。1954年8月17日至23日召开的北京市第一届人民代表大会第一次会议，决定将北京市人民政府更名为北京市人民委员会。1967年4月20日，北京市革命委员会成立，北京市人民委员会被取消。1979年12月6日至13日召开的北京市第七届人民代表大会第三次会议决定撤销北京市革命委员会，复设北京市人民代表大会常务委员会和北京市人民政府。

## 附：中華民國时期

### 顺天府尹（1912年-1914年）
- 丁乃揚，原清朝顺天府尹留任，1912年12月24日辞职[3]
- 張廣建，1912年12月24日任命[3]，1913年9月19日改任陕甘筹边使[4]
- 王治馨，1913年10月16日任命[4]，1914年3月23日开缺[5]
- 沈金鉴，1914年3月23日任命[5]，顺天府尹改京兆尹后仍任京兆尹。

### 京兆尹（1914年-1928年）
- 沈金鉴，1915年9月26日改任湖南民政部[6]
- 王达，1915年9月26日任命[6]，1920年8月3日改督办京东河道事宜[7]
- 王瑚，1920年8月3日任命，9月18日改江苏民政[7]
- 孫振家，1920年9月18日任命[7]，1922年5月19日辞免[8]
- 劉夢庚，1922年5月19日任命[8]，1924年11月5日辞免[9]
- 王芝祥，1924年11月5日任命，12月31日改侨务局总裁[9]
- 薛篤弼，1924年12月31日任命[9]，1925年10月9日改甘肃民政[10]
- 刘骥，1925年10月20日任命[10]
- 李垣，1926年9月4日张作霖任命[11]，1927年9月24日免[12]
- 张济新，1927年9月24日任命[12]。因1928年6月3日奉军退出北京而职务告终。
  - 李升培，1928年6月4日代理

## 中華民國时期

### 北平特别市政府市长（1928年-1931年）
- 何其鞏，1928年6月25日任命，同年7月13日正式就职。
  - 何成濬，1928年6月25日至7月13日以市公安局长代行市长职务。
- 張蔭梧，1929年6月12日至1931年2月27日（期间曾由沈家彝代理）
  - 王韬，1930年10月至1931年3月暂行护理市长职务。
- 周大文，1931年2月27日至1933年6月16日在任（未到任前由胡若愚暂代）。1931年4月北平特别市改为北平市，遂改任北平市政府市长。
  - 胡若愚，1931年4月至1931年6月兼代市长职务。

### 北平市政府市长（1931年-1937年）
- 周大文，1931年2月27日至1933年6月16日在任（未到任前由胡若愚暂代）。1931年4月北平特别市改为北平市，遂改任北平市政府市长。
  - 胡若愚，1931年4月至1931年6月兼代市长职务。
- 袁良，1933年6月16日至1935年11月1日在任。
- 宋哲元，1935年11月1日至8日，以29军军长代行市长职务。
- 秦德纯，1935年11月8日至1937年7月28日在任。
- 张自忠，1937年7月28日至1937年8月6日在任。

## 日本占领时期

### （日军占领时期）北平市地方维持会市长、北京地方维持会市长（1937年）
- 江朝宗，1937年8月6日至12月17日在任。

### （中华民国临时政府）北京特别市政府市长（1938年1月）
- 江朝宗，1938年1月1日至1月10日在任。
- 余晋龢，1938年1月10日至1月13日在任。

### （中华民国临时政府）北京特别市公署市长（1938年1月13日-1940年3月）
- 余晋龢，1938年1月13日至1940年3月在任。

### （汪精卫政权）北京特别市公署市长（1940年3月-1943年）
- 余晋龢，1940年3月至1943年2月9日在任。
  - 苏体仁，1941年代行市长职务。
- 劉玉書，1943年2月9日至1945年2月20日在任。1943年改北京特别市政府市长。

### （汪精卫政权）北京特别市政府市长（1943年-1945年）
- 劉玉書，1943年2月9日至1945年2月20日在任。
- 许修直，1945年2月20日至8月16日在任。

## 中華民國时期

### 北平市政府市长（1945年-1949年）
- 熊斌，1945年8月16日至1946年7月15日在任。
- 何思源，1946年7月15日至1948年7月在任。
- 刘瑶章，1948年7月至1949年2月4日在任。1949年2月4日北平市人民政府接管旧北平市政府。

### （华北人民政府）北平市人民政府市长（1949年）
- 叶剑英，1948年12月8日至1949年9月8日在任。（1948年12月8日中共中央和中央军委任命。1949年1月1日北平市人民政府宣告成立）
- 聂荣臻，1949年9月8日至1951年2月26日在任。1949年9月27日，北平更名为北京，北平市人民政府遂更名为北京市人民政府。

## 中华人民共和国时期

### 北京市人民政府市长（1949年-1954年）
- 聂荣臻，1949年9月8日至1951年2月26日在任。1949年9月8日至1949年9月30日任北平市人民政府市长，此后任北京市人民政府市长。
- 彭真，1951年2月26日至1966年5月在任。1954年8月前为北京市人民政府市长，1954年8月后称北京市人民委员会市长。

### 北京市人民委员会市长（1954年-1967年）
- 彭真，1951年2月26日至1966年5月23日在任。1954年8月前为北京市人民政府市长，1954年8月后称北京市人民委员会市长。
- 吴德，1966年5月23日至1967年4月20日任北京市人民委员会代市长（1967年1月18日被北京市夺权委员会夺权）。

### 北京市革命委员会主任（1967年-1978年）
- 谢富治，1967年4月20日至1972年3月在任，称北京市革命委员会主任。1972年3月病逝于任上。
- 吴德，1972年5月至1978年10月9日在任，称北京市革命委员会主任。
- 林乎加，1978年10月9日至1981年1月25日在任。1978年12月13日前称北京市革命委员会主任。

### 北京市人民政府市长（1978年至今）
- 林乎加，1978年10月9日至1981年1月25日在任。1978年12月13日前称北京市革命委员会主任。
- 焦若愚，1981年1月25日至1983年3月24日在任。
- 陈希同，1983年3月24日至1993年2月5日在任。
- 李其炎，1993年2月5日至1996年10月在任。
- 贾庆林，1996年10月29日至1997年2月16日任北京市副市长、代市长；1997年2月16日至1999年2月6日在任。
- 刘淇，1999年2月6日至2003年1月19日在任。
- 孟学农，2003年1月19日至2003年4月20日在任。
- 王岐山，2003年4月20日至2004年2月任北京市副市长、代市长；2004年2月至2007年11月30日在任。
- 郭金龙，2007年11月30日至2008年1月任北京市副市长、代市长；2008年1月至2012年7月25日在任。
- 王安顺，2012年7月25日至2013年1月28日任北京市副市长、代市长；2013年1月28日至2016年10月31日在任。
- 蔡奇，2016年10月31日至2017年1月20日任北京市副市长、代市长；2017年1月20日至2017年5月27日在任。
- 陈吉宁，2017年5月27日至2018年1月30日任北京市副市长、代市长；2018年1月30日至2022年10月28日在任。
- 殷勇，2022年10月28日至2023年1月19日任北京市副市长、代市长；2023年1月19日至今在任。